# Епархия Витбанка
Епархия Витбанка (лат. Dioecesis Vitbankensis) — епархия Римско-Католической Церкви с центром в городе Витбанк, ЮАР. Епархия Витбанка входит в митрополию Йоханнесбурга. Кафедральным собором епархии Витбанка является церковь Христа Царя.

## История
12 июня 1923 года Римский папа Пий XII издал бреве «In dissitis potissimum», которым учредил апостольскую префектуру Лиденбурга, выделив её из апостольского викариата Трансвааля (сегодня — Архиепархия Йоханнесбурга).
9 декабря 1948 года Римский папа Пий XII издал буллу «Si Evangelii praeconum», которой преобразовал апостольскую префектуру Лиденбурга в апостольский викариат.
11 января 1951 года Римский папа Пий XII издал буллу «Suprema Nobis», которой преобразовал апостольский викариат Витбанка в епархию.
23 июня 1958 года епархию Витбанка передала часть своей территории апостольской префектуре Вольксруста (сегодня — Епархия Данди).
13 сентября 1964 года епархия Витбанка была переименована в епархию Лиденбурга-Витбанка и 10 ноября 1987 года епархии было возвращено прежнее название.
5 июня 2007 года епархия Витбанка перешла из митрополии Претории в митрополию Йоханнесбурга.

## Ординарии епархии
- епископ Giovanni Riegler M.C.C.I.[1] (30.06.1939 — 6.10.1955);
- епископ Anthony Reiterer M.C.C.I. (29.02.1956 — 25.02.1983);
- епископ Mogale Paul Nkhumishe (9.01.1984 — 17.02.2000) — назначен епископом Полокване;
- епископ Paul Mandla Khumalo C.M.M. (2.10.2001 — 24.11.2008) — назначен архиепископом Претории;
- епископ Giuseppe Sandri M.C.C.I. (6.11.2009 — по настоящее время).

## Источник
- Annuario Pontificio, Libreria Editrice Vaticana, Città del Vaticano, 2003, ISBN 88-209-7422-3
- Бреве In dissitis potissimum, AAS 15 (1923), стр. 492  (лат.)
- Булла Si Evangelii praeconum, AAS 41 (1949), стр. 167  (лат.)
- Булла Suprema Nobis, AAS 43 (1951), стр. 257 (лат.)